# دیوید فرناندز (بازیکن تنیس رومیز)
دیوید فرناندز (انگلیسی: David Fernández؛ زادهٔ ) یک بازیکن تنیس روی میز است. 
وی در مسابقات کشوری و بین‌المللی در مجموع برنده ۱ مدال طلا، ۱ مدال نقره، ۱ مدال برنز شده‌است.